# Kepler-452
Kepler-452 — одиночна зірка, жовтий карлик, розташований в галактиці Чумацький Шлях на відстані приблизно 1400 світлових років від Землі в сузір’ї Лебідь. Температура цієї зорі приблизно однакова з температурою нашого Сонця, однак, на відміну від Сонця, Kepler-452 на 20 % яскравіша, на 3,7 % масивніша та на 11 % більша в діаметрі. Її гравітація складає 4,32±0,09 см/с2. Вік Kepler-452 становить приблизно 6 мільярдів років — тобто вона на 1,5 мільярда років старіша за Сонце.

## Планетна система
Наразі (станом на весну 2016 року) відомо, що навколо зорі Kepler-452 обертається лише одна екзопланета — Kepler-452b. Вона була відкрита в липні 2015 року за допомогою космічного телескопа «Кеплер».